# Путникове
Пу́тникове — село в Україні, у Дворічанській селищній громаді Куп'янського району Харківської області. Населення становить 103 осіб. До 2020 орган місцевого самоврядування — Рідкодубівська сільська рада.

## Географія
Село Путникове знаходиться у верхів'ях балки Яр Клиновий, на відстані 2 км от сіл Рідкодуб і Васильцівка, за 4 км от річки Нижня Дворічна (лівий берег). Поруч із селом невеликий лісовий масив — урочище Кленовий Ліс (ясен).

## Історія
1870 — дата заснування.
7 (20) листопада 1917 року, відповідно до.Третього Універсалу Української Центральної Ради, увійшло до складу Української Народної Республіки.
12 червня 2020 року, відповідно до Розпорядження Кабінету Міністрів України  № 725-р «Про визначення адміністративних центрів та затвердження територій територіальних громад Харківської області», увійшло до складу Дворічанської селищної громади.
19 липня 2020 року, в результаті адміністративно - територіальної реформи та ліквідації Дворічанського району, село увійшло до складу Куп'янського району Харківської області.
Село тимчасово окуповане російськими військами 24 лютого 2022 року.

## Економіка
- В селі є молочно-товарна ферма.

## Об'єкти соціальної сфери
- Школа.

## Відомі люди

### Народилися
- Дорошенко Олександр Давидович — радянський військовий діяч, комісар 25-ї стрілецької Чапаївської ливізії, бригадний комісар. Депутат Верховної Ради СРСР 1-го скликання.